# MullenLowe
La MullenLowe Italia, in passato Lowe Pirella, è un'agenzia pubblicitaria italiana.

## Storia
Fondata nel 1981 dai pubblicitari Emanuele Pirella e Michele Göttsche, appartiene al gruppo Interpublic Group of Companies (quest'ultimo presente in 80 paesi, in Italia con le sedi di Milano e Roma). Dal 1987 al 2000 era nota col nome di Pirella Göttsche Lowe. Dal  2016 ha cambiato denominazione in MullenLowe. Nel 2023 ha assunto la denominazione di MullenLowe Italia.

## Attività
Tra le numerose campagne pubblicitarie ideate dall'agenzia si ricordano: quella per Pomì (o così o Pomì), quella per l'Amaro Montenegro (con la figura del veterinario-eroe), e quella per i prodotti di Giovanni Rana (in cui lo stesso Rana fa da testimonial).
La Lowe Pirella è stata premiata varie volte al Festival internazionale della pubblicità di Cannes: Leone di Bronzo nel 1997, nel 1999 e nel 2002; Leone d'Argento nel 2000; Leone d'Oro nel 1998.